# Funes (ort i Argentina)
Funes är en ort i Argentina.   Den ligger i provinsen Santa Fe, i den centrala delen av landet, 290 km nordväst om huvudstaden Buenos Aires. Funes ligger 36 meter över havet och antalet invånare är 14 750.
Terrängen runt Funes är mycket platt. Runt Funes är det tätbefolkat, med 591 invånare per kvadratkilometer.. Närmaste större samhälle är Rosario, 16,3 km öster om Funes.
Runt Funes är det i huvudsak tätbebyggt.